# Internationale Dag voor Mensen van Afrikaanse Afkomst

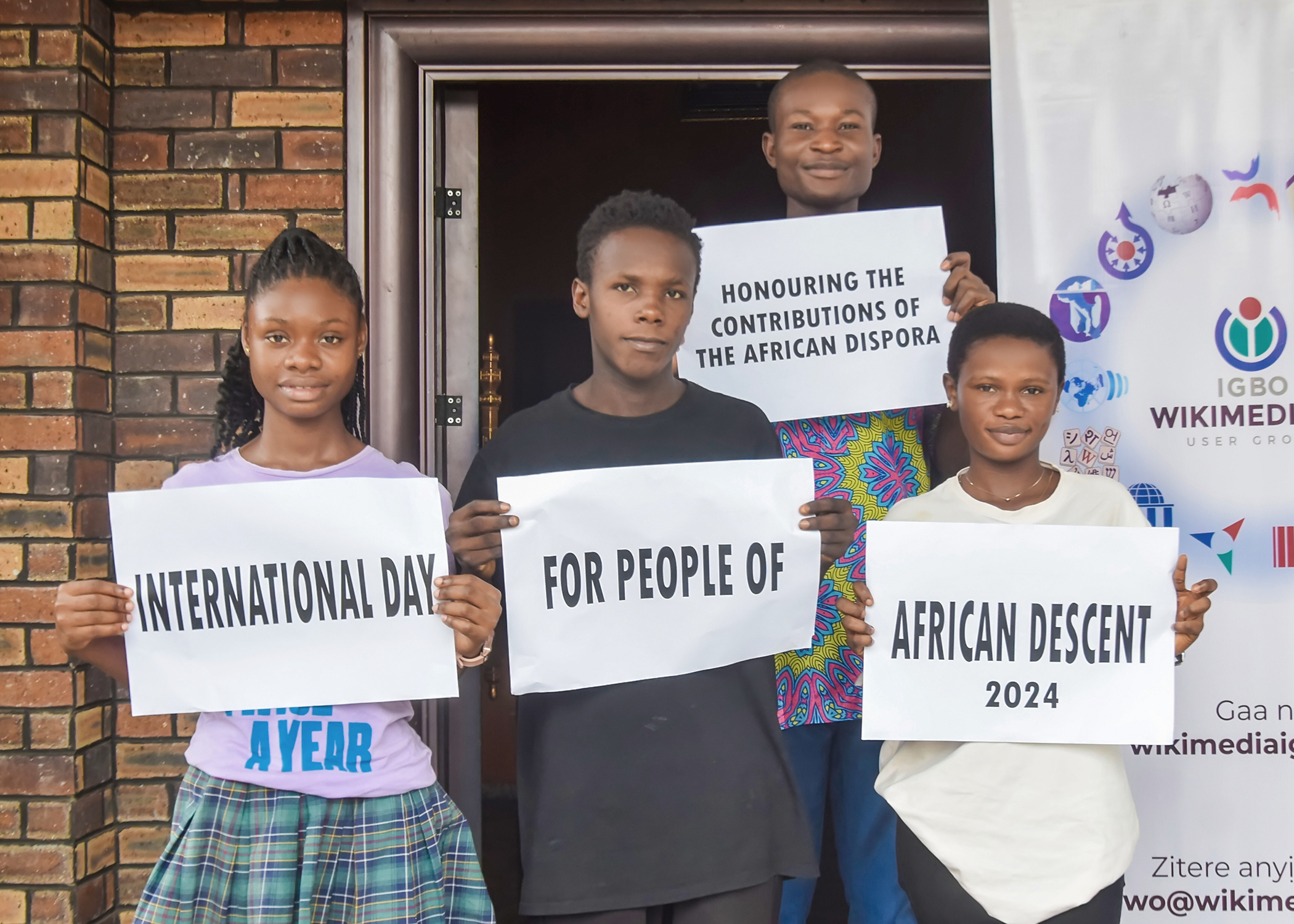
Evenement georganiseerd door de gemeenschap van Igbo-talige Wikipedianen ter herdenking van de Internationale Dag voor Mensen van Afrikaanse Afkomst

De Internationale Dag voor Mensen van Afrikaanse Afkomst (Engels: International Day for People of African Descent) is een jaarlijkse herdenkingsdag op 31 augustus ingesteld door de Algemene Vergadering van de Verenigde Naties in 2020 om de buitengewone bijdragen van mensen uit de Afrikaanse diaspora over de hele wereld te benadrukken en alle vormen van discriminatie van mensen van Afrikaanse afkomst uit te bannen.
De Algemene Vergadering (VN) van de Verenigde Naties stimuleert met deze dag erkenning en respect voor het diverse erfgoed, de cultuur en de bijdrage van mensen van Afrikaanse afkomst aan de ontwikkeling van samenlevingen. Daarnaast wil zij de eerbiediging van de mensenrechten en fundamentele vrijheden van mensen van Afrikaanse afkomst bevorderen.
De Internationale Dag voor Mensen van Afrikaanse Afkomst werd ingesteld halverwege het VN-programma Internationaal decennium voor mensen van Afrikaanse afkomst (2015-2024) dat een soortgelijke doelstelling had. De oorsprong van het decennium lag in de derde Wereldconferentie tegen Racisme in Durban in 2001. De slotverklaring van deze conferentie bevatte de uitspraak dat de Trans-Atlantische slavenhandel en slavernij misdaden waren tegen de menselijkheid. 